# State of the art
De term State of the art is een uitdrukking voor de huidige stand van zaken, van technologie, of van kennis. Zo is de State of the art het hoogste niveau van ontwikkeling, dat op een bepaald tijdstip is bereikt. Als bijvoeglijk naamwoord wordt dit ook geschreven als state-of-the-art. 
Op gebied van octrooirecht is de State of the Art een belangrijk concept om de oorspronkelijkheid van het idee te beoordelen. In de Rijksoctrooiwet 1995 wordt gesproken de stand van techniek, die wordt gedefinieerd als:
De stand van de techniek wordt gevormd door al hetgeen voor de dag van indiening van de octrooiaanvrage openbaar toegankelijk is gemaakt door een schriftelijke of mondelinge beschrijving, door toepassing of op enige andere wijze.
In navolging van het Europees Octrooiverdrag wordt een uitvinding volgens deze octrooiwet "als nieuw beschouwd, indien zij geen deel uitmaakt van de stand van de techniek."
In wet op arbeidsomstandigheden, maatregelen om veiligheidsrisico's voor werknemers te beperken, wordt verlangd dat de arbeidscondities aan de stand van de techniek voldoen. Ook in het milieurecht zijn dergelijke voorschriften voor bedrijven in de omgang met de omgeving.  